# زبيدة (دير حافر)
زبيدة قرية سوريّة تتبع إداريّاً لمحافظة حلب منطقة دير حافر ناحية مركز دير حافر، بلغ تعداد سكانها 992 نسمة حسب التعداد السكاني لعام 2004.